# Chris Pitman
Chris Pitman (Kansas City, 16 novembre 1961) è un polistrumentista e compositore statunitense.
Eccentrico ed eclettico personaggio, Pitman si è formato presso l'Istituto d'arte di Kansas City e la scuola di musica dell'Università del Missouri-KC. Nel 1993 ha anche studiato con Les Levine.
Trasferitosi a Los Angeles è stato fra i fondatori del "Priory of the North", un gruppo di arte concettuale, e ha realizzato installazioni in varie parti del mondo fra cui Rio de Janeiro, il Regno Unito e gli Stati Uniti.
Per quanto riguarda la sua carriera musicale Pitman, dopo aver militato in vari gruppi locali nel Missouri, si trasferisce a Los Angeles dove si afferma forte dell'amicizia con i membri dei Tool, gruppo con cui collabora in studio e come tecnico. Forma gli Zaum con Danny Carey e i Replicants e i Lusk con Paul D'Amour, pubblicando l'album Free Mars con quest'ultimo progetto.
Grazie alla collaborazione con i Tool, Pitman viene notato da Axl Rose, che prima lo chiama a far parte dello staff di tecnici che ha curato la raccolta Live Era 87-93 dei Guns N' Roses, e poi lo coinvolge nel progetto Chinese Democracy, per il quale Pitman ha composto e registrato vario materiale insieme a Rose. Lo stesso Rose lo ha fortemente voluto come membro effettivo della band, e non solo come collaboratore, portandolo anche nei concerti durante i quali Pitman si occupa dei sintetizzatori, dell'orchestrazione, degli effetti e della programmazione.
Nell'Aprile del 2016 viene sostituito da Melissa Reese.
Nell'Agosto del 2016 Chris denuncia Axl Rose per stipendi non pagati. Nel Novembre dello stesso anno viene risarcito con 125000 $ .